# AT Metro
AT Metro est un organisme de transport néo-zélandais qui gère un réseau de quatre lignes de train urbains autour de l'agglomération de Auckland, dans le nord de la Nouvelle-Zélande. L'agglomération est aussi desservie à l'aide de lignes de bus et de ferries avec AT Metro.

## Histoire
Entre 2023 et 2024, le réseau de trains a connu des travaux de rénovation.

## Trains
Quatre lignes existent en 2024 :
- Au départ de la gare de Waitematā 
  - Western Line (en)
  - Southern Line (en)
  - Eastern Line (en)
- Au départ de la gare de Newmarket:
  - Onehunga Line (en)